# Mini Countryman
Ne pas confondre avec Countryman
La Mini Countryman est une automobile de type SUV produite par le constructeur germano-britannique Mini. Premier SUV de la gamme Mini, sa commercialisation en version 4x2 et 4x4 a commencé fin 2010. La première génération était fabriquée à Graz chez le constructeur autrichien Magna Steyr, la seconde génération était produite à Rayong en Thailande et à Born aux Pays-Bas, dans l'usine du constructeur néerlandais VDL Nedcar. La troisième génération est assemblée chez BMW à Leipzig en Allemagne. Elle emprunte son nom à une version break de chasse de la Mini originale.

## Ancienne Mini

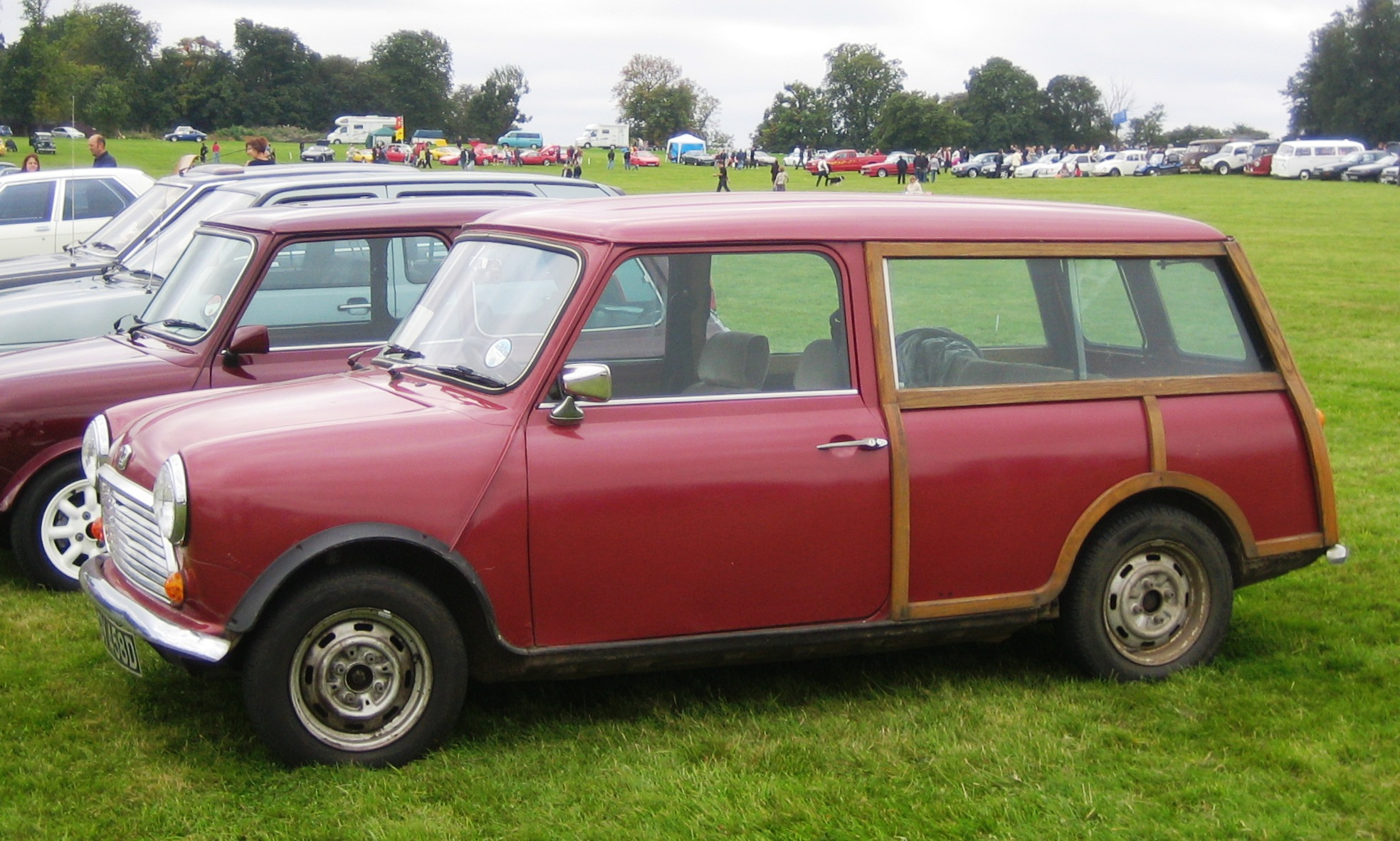
Austin Mini Countryman, 1966

Initialement lancée au début des années 1960 et connue pour avoir été produite sous plusieurs marques dont Austin, la Mini Countryman originale est aisément reconnaissable à ses boiseries, purement décoratives au contraire de la Morris Traveller. Avec son empattement allongé de 10 centimètres par rapport à la Mini standard, cette déclinaison se distingue par un coffre de 526 litres ainsi qu’une banquette rabattable permettant de profiter d’un vrai plancher plat. Les décorations extérieures en bois lui donneront un style rustique qui sera très apprécié par les citadins bourgeois mais également par les ruraux (ceci malgré l’astreinte de la “Purchase Tax”).

## Première génération (R60; 2010-2017)

### Genèse: les concepts annonciateurs

#### L'initiatrice: Mini Crossover Concept (2008)

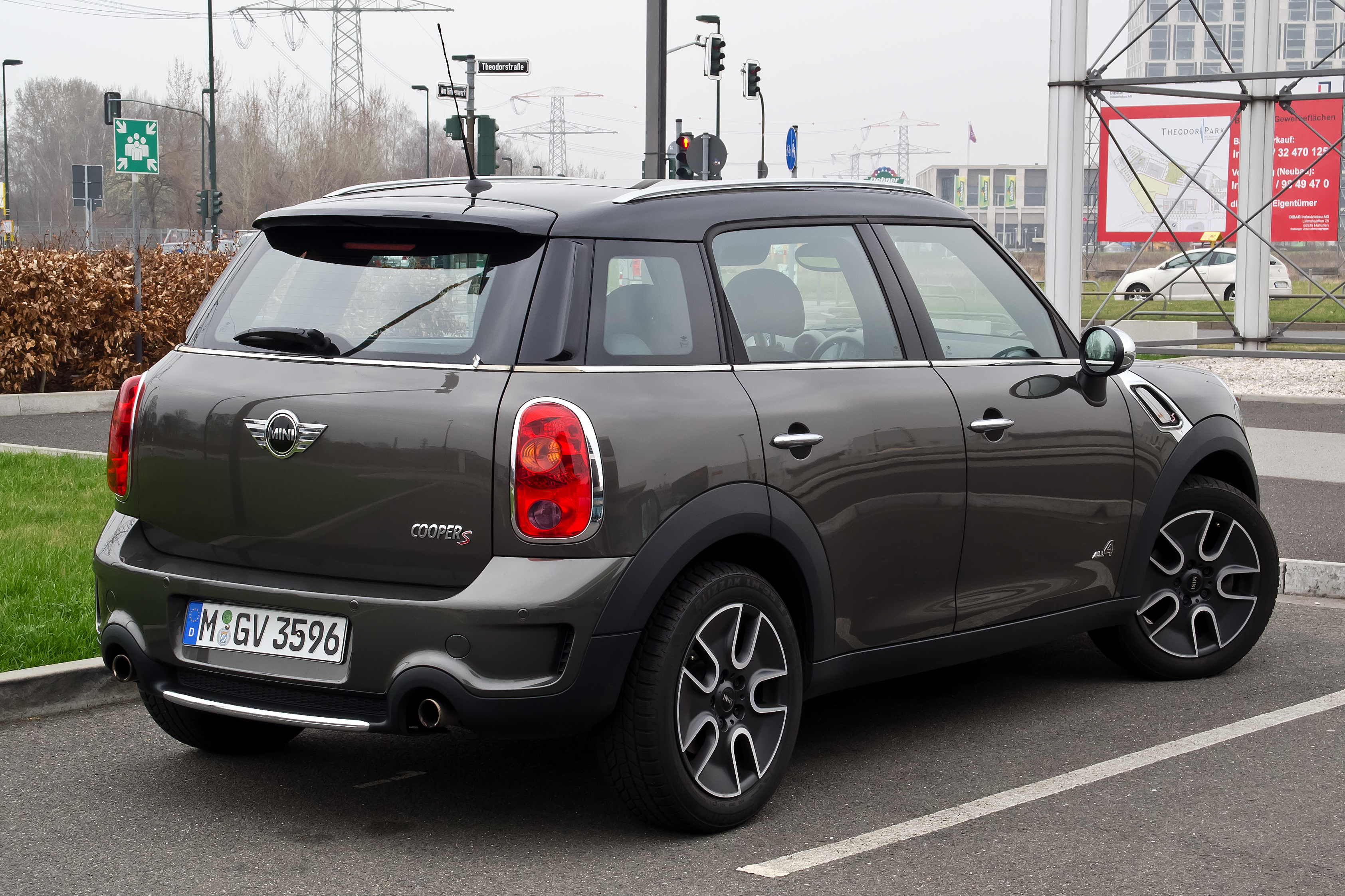
Arrière Mini Countryman Cooper S, All 4 (Düsseldorf, Allemagne)

La Mini Countryman est dévoilée pour la première fois au public sous la forme d'un concept car lors du mondial de l'automobile de Paris en septembre 2008, dans une version proche du modèle de série, hors la cinématique de la porte arrière gauche qui coulisse le long de l'aile arrière et celle du coffre qui s'ouvre latéralement sur la gauche.
Dotée d'un toit ouvrant panoramique et d'un intérieur d'un beige très clair, sa sellerie à quatre sièges individuels est de couleur chocolat et vert-olive et son tableau de bord bénéficie en son centre d'une grosse boule de cristal que le constructeur nomme Mini Globe Center, représentation d'un système de navigation en 3D.

#### L'étude Mini Beachcomber Concept (2010): vers une nouvelle Mini Moke?

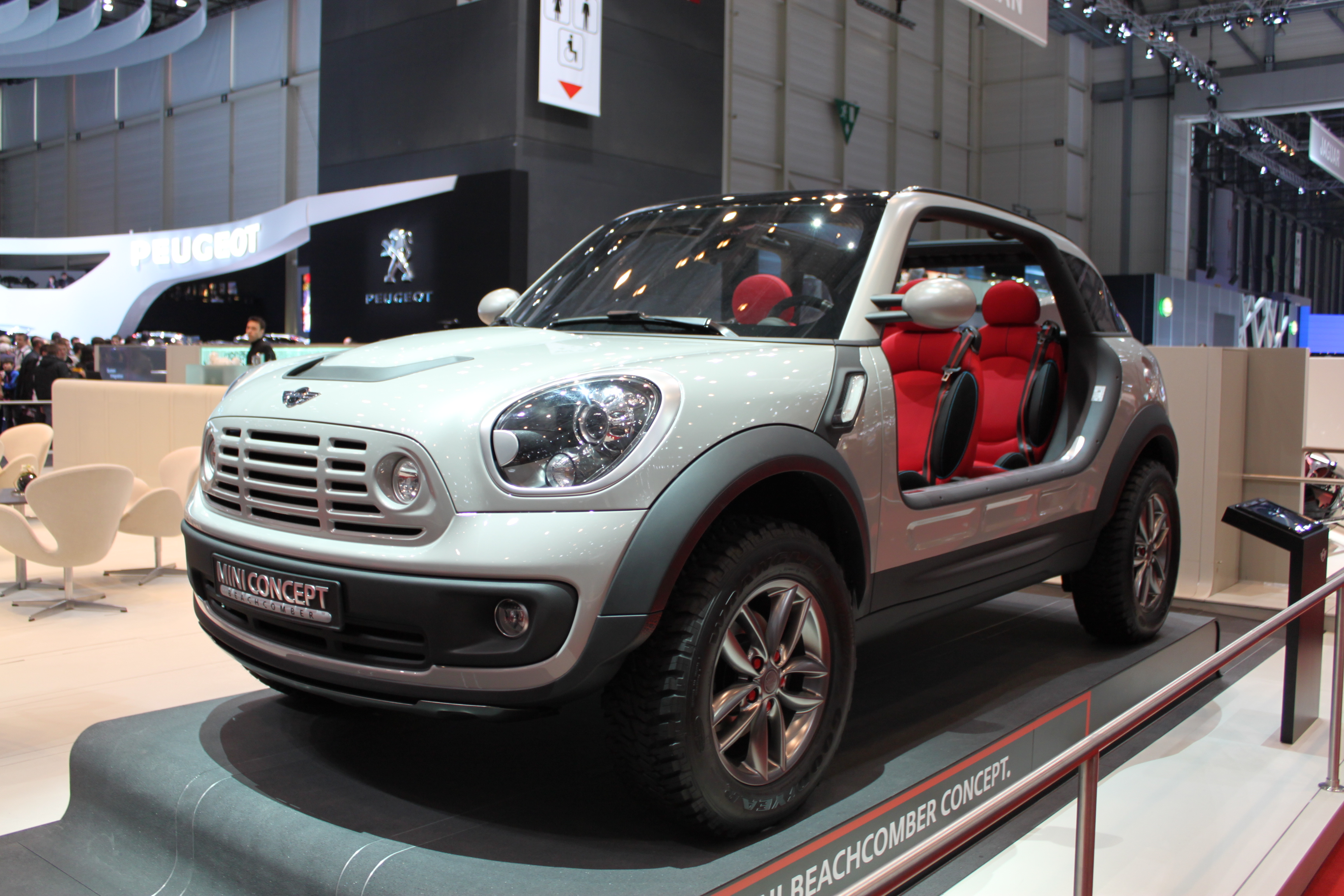
Mini Beachcomber concept lors du salon de Genève 2010 (Suisse)

La Mini Beachcomber Concept présentée à Détroit aux États-Unis en janvier 2010 est à considérer comme une étude pour une remplaçante moderne de la célèbre Mini Moke, avec son absence de pilier central permettant de dégager un accès maximum lorsque les portes (en matériaux synthétiques) sont enlevées.
L'impression d'espace et de liberté est décuplée par la présence d'un toit souple amovible qui descend jusqu'à la base du coffre muni d'un cache pour roue de secours extérieure.
L'étude Beach Comber se présente dans l'habituelle couleur Pure Silver avec quatre sièges individuels rouges à bords noirs et liserés bleus (dont ceux de l'arrière s'escamotent pour former un plancher plat) sérigraphiés  au niveau de leurs assises par des logos inspirés du monde sportif rappelant les Jeux olympiques, dans des matériaux résistant à un usage en plein air.
Sa calandre peinte qui insère deux phares additionnels comprend trois colonnes de cinq barrettes horizontales, à rapprocher du design de l'arrière dont le cache-roue de secours extérieur comprend trois colonnes de - jusqu'à - six barrettes horizontales formant les feux stop du prototype.
Cette étude à la garde au sol surélevée et aux gros pneus de 4×4 n'a pour l'instant donné suite à aucun modèle de série, du fait notamment de la difficulté de rendre ce type de carrosserie conforme aux normes de sécurité comme les crash-tests latéraux.

### Version de série
En 2010, la marque sort le Countryman, le premier SUV de la gamme Mini (nom de code interne R60). Sa commercialisation en version 4×2 et 4×4 (All4) est effective depuis fin 2010,. Il est fabriqué à Graz chez le constructeur autrichien Magna Steyr et emprunte finalement son nom à une version break de chasse de la Mini originale, après hésitation puisque le patron de BMW, Norbert Reithofer, avait évoqué le nom de Mini Colorado lors d'un entretien avec la presse fin 2009. Le véhicule est disponible au choix en 4 ou 5 places.
C'est un tout nouveau véhicule qui n'a jamais eu d'équivalent dans la gamme. Toujours plus grosse, elle s'éloigne peu à peu du concept original mais permet à la marque de se diversifier, tout en restant dans l'air du temps.
Un peu plus de deux ans après le début de sa commercialisation, le Mini Countryman bénéficie de légères modifications. Ainsi à partir de novembre 2012, deux nouvelles teintes de carrosserie sont disponibles (rouge et cuivre métallisé). Mais c'est surtout à l'intérieur que les modifications sont notables avec l'apparition de la banquette trois places de série alors que les deux sièges indépendants restes disponibles mais en option (gratuite). De plus, les contre-portes ont été redessinées , incluant des accoudoirs plus confortables et les commandes de vitres électriques à l'avant (au lieu de la console centrale). Enfin la marque souhaite donner un aspect plus haut de gamme à son habitacle en optant pour une finition "carbon black" autour des aérations et du compteur de vitesse central.
En 2013, le Mini Countryman est décliné en coupé trois portes nommé Paceman, cette déclinaison reprend une face avant ainsi qu'un habitacle similaire mais l'arrière diffère avec des feux horizontaux (au lieu de ceux verticaux, typique des Mini actuelles) et des boucliers spécifiques. Ce véhicule reprend également toutes les motorisations du Countryman. Cependant, contrairement à ce dernier, il ne sera pas renouvelé par une nouvelle génération faute de succès commercial.

#### Restylage (2014)
Le Mini Countryman profite du salon de l'automobile de New York en 2014 pour s'offrir un léger restylage de mi-carrière. Ces changements comprennent notamment une nouvelle calandre, des boucliers redessinés, des teintes de carrosseries inédites et l'apparition de la dénomination du modèle sur le hayon ainsi que d'antibrouillards à LED. À l'intérieur les changements sont encore plus minimes avec seulement un nouveau système multimédia (permettant d'accéder aux réseaux sociaux et d'écouter de la musique en ligne) hérité de sa petite sœur la Mini 3 portes.

Sous le capot, les motorisations changent peu, seule la Countryman Cooper S voit sa puissance augmenter d'une poignée de chevaux pour atteindre 190ch (contre 184 auparavant). Elles s'adaptent toutes aux nouvelles normes d'émissions Euro 6.

Mini Countryman - Phase 2
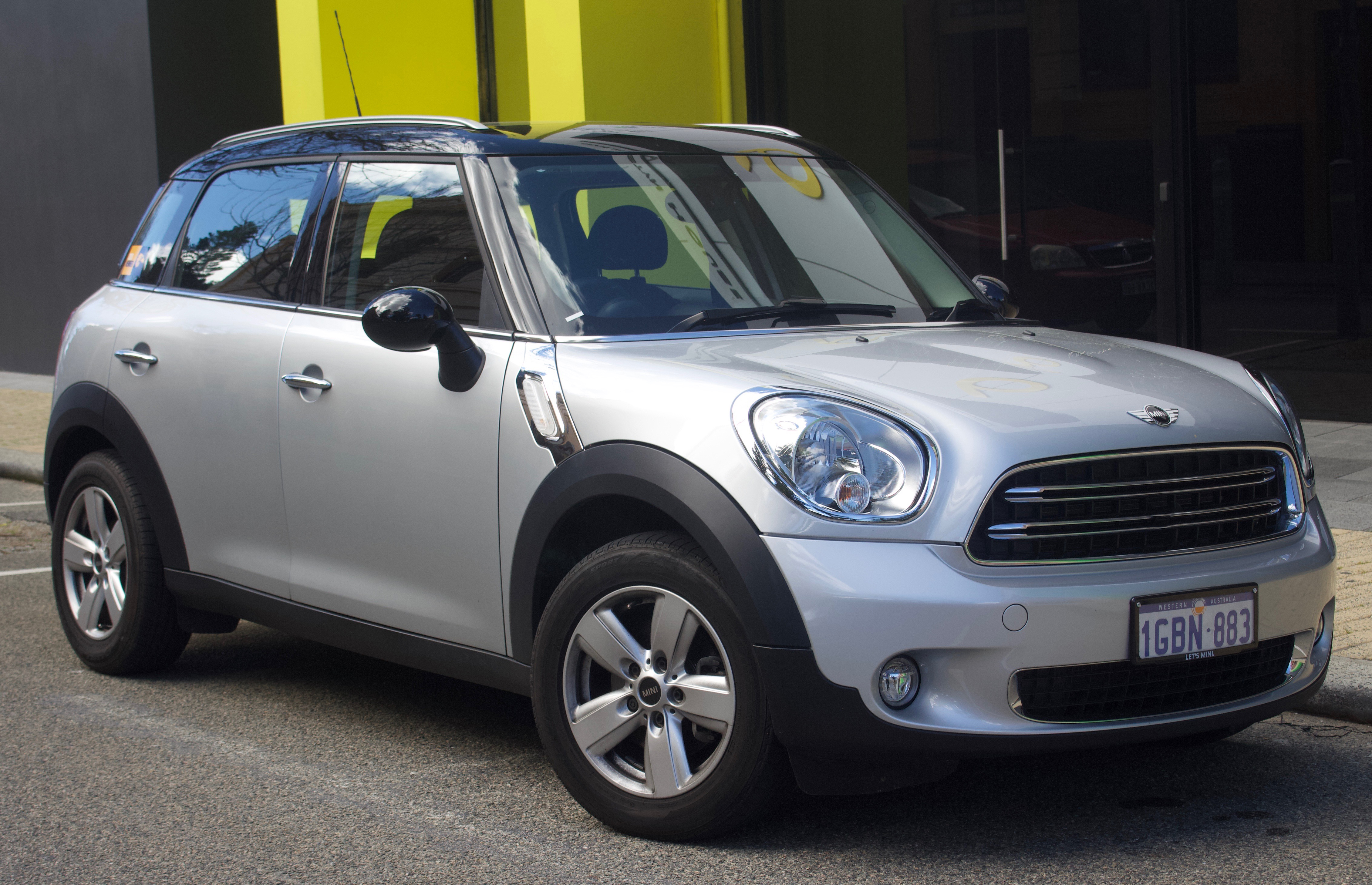
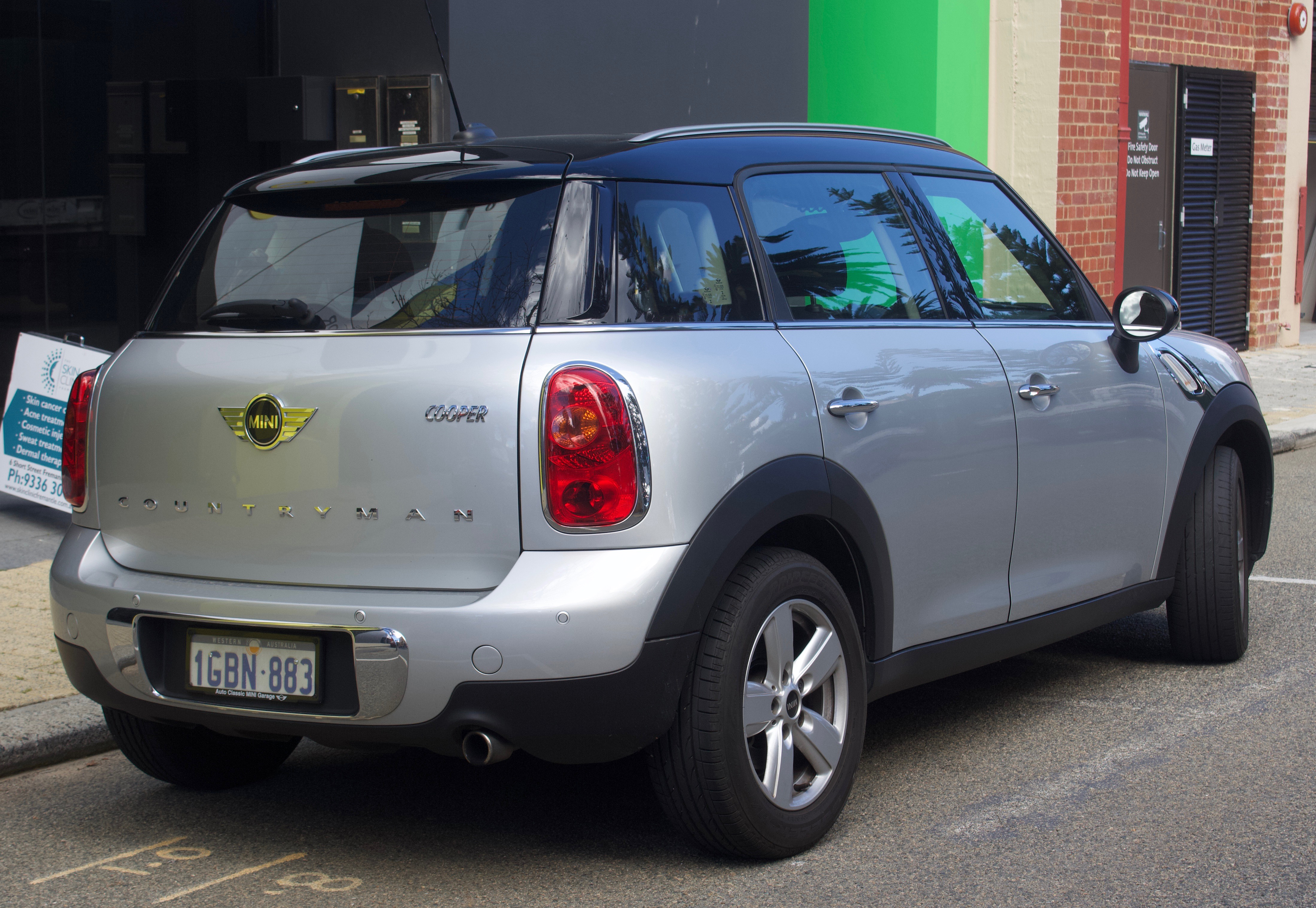

### Carrière commerciale
La toute première année pleine de commercialisation, Mini a vendu environ 50% de Countryman de plus comparé au Clubman, au cabriolet et au coupé réunis. Et le succès s'est confirmé au fil du temps car près d'une Mini sur trois produite dans le monde était un Countryman en 2012 (ce qui est plus qu'honorable pour le véhicule le plus imposant de la gamme), prouvant ainsi que la clientèle appréciait sa praticité en hausse par rapport à la Mini 'classique'.

### Motorisations
|                                                                                        | One                                                             | Cooper                                                          | Cooper S                                                        | One D                                                    | Cooper D                                                 |
| -------------------------------------------------------------------------------------- | --------------------------------------------------------------- | --------------------------------------------------------------- | --------------------------------------------------------------- | -------------------------------------------------------- | -------------------------------------------------------- |
| Type                                                                                   | Moteur EP 4-cylindres en ligne                                  | Moteur EP 4-cylindres en ligne                                  | Moteur EP 4-cylindres en ligne à injection directe (+turbo)     | Moteur DV6 à rampe commune 4-cylindres en ligne (+turbo) | Moteur DV6 à rampe commune 4-cylindres en ligne (+turbo) |
| Cylindrée                                                                              | 1 598 cm3                                                       | 1 598 cm3                                                       | 1 598 cm3                                                       | 1 560 cm3                                                | 1 560 cm3                                                |
| Puissance maximale                                                                     | 72 kW (98 ch) à 6 000 tr/min                                    | 90 kW (122 ch) à 6 000 tr/min                                   | 135 kW (184 ch) à 5 500 tr/min                                  | 66 kW (90 ch) à 4 000 tr/min                             | 82 kW (112 ch) à 4 000 tr/min                            |
| Couple maximal                                                                         | 153 N m à 3 000 tr/min                                          | 160 N m à 4 250 tr/min                                          | 240 N m à 1 600–5 000 tr/min                                    | 215 N m à 1 750–2 500 tr/min                             | 270 N m à 1 750–2 250 tr/min                             |
| Transmission de série                                                                  | Traction                                                        | Traction                                                        | Traction                                                        | Traction                                                 | Traction                                                 |
| Transmission optionnelle                                                               | —                                                               | —                                                               | Intégrale ALL4                                                  | —                                                        | Intégrale ALL4                                           |
| Boîte de vitesses                                                                      | Boîte manuelle à 6 vitesses (ou boîte automatique à 6 vitesses) | Boîte manuelle à 6 vitesses (ou boîte automatique à 6 vitesses) | Boîte manuelle à 6 vitesses (ou boîte automatique à 6 vitesses) | Boîte manuelle à 6 vitesses                              | Boîte manuelle à 6 vitesses                              |
| Poids en ordre de marche                                                               | 1 335 kg (1 365 kg)                                             | 1 335 kg (1 365 kg)                                             | 1 385–1 450 kg (1 405–1 470 kg)                                 | 1 365 kg                                                 | 1 375–1 450 kg                                           |
| Charge maximale                                                                        | 395 kg                                                          | 395 kg                                                          | 385–395 kg                                                      | 375 kg                                                   | 425–470 kg                                               |
| Accélération 0–100 km/h                                                                | 12,7 s (13,7 s)                                                 | 10,5 s (11,7 s)                                                 | 7,6–7,8 s (7,8–8,0 s)                                           | 13,2 s                                                   | 10,9–11,6 s                                              |
| Vitesse maximale                                                                       | 175 km/h (168 km/h)                                             | 190 km/h (182 km/h)                                             | 209–215 km/h (208–213 km/h)                                     | 170 km/h                                                 | 180–182 km/h                                             |
| Consommation                                                                           | 5,9 l/100km (7,2 l/100km)                                       | 6,1 l/100km (7,1 l/100km)                                       | 6,3–6,7 l/100km (7,1–7,6 l/100km)                               | 4,3 l/100km                                              | 4,4–4,6 l/100km                                          |
| Émissions de CO2                                                                       | 137 g/km (167 g/km)                                             | 142 g/km (167 g/km)                                             | 146 à 157 g/km (166 à 178 g/km)                                 | 113 g/km                                                 | 116 à 121 g/km                                           |
| Norme européenne d'émissions                                                           | Euro 5                                                          | Euro 5                                                          | Euro 5                                                          | Euro 5                                                   | Euro 5                                                   |
| Les nombres entre parenthèses désignent les véhicules équipés d'une boîte automatique. |                                                                 |                                                                 |                                                                 |                                                          |                                                          |

### Mini John Cooper Works WRC et Rallye-Raid
Une version destinée à disputer le Championnat du monde des rallyes, catégorie WRC, a été présentée en 2010 au Mondial de l'Automobile de Paris sous forme de prototype. Dénommée Mini John Cooper Works WRC, c'est la première voiture de rallye construite depuis le milieu des années 1960. Développée et mise au point par Prodrive, engagée par le Mini World Rallye Team, elle a participé partiellement au championnat du monde des rallyes 2011. Pour le premier rallye de la voiture, l'espagnol Daniel Sordo inscrit les premiers points de son équipe grâce à sa sixième place lors du rallye de Sardaigne. Quelques mois plus tard, Mini obtient son premier podium, toujours grâce à Sordo, en prenant la troisième place du rallye d'Allemagne. Puis une encourageante deuxième place au Rallye automobile Monte-Carlo en janvier 2012.
Un curieux imbroglio tourne autour du Mini WRT en début d'année 2012 : la team Prodrive de David Richards qui avait développé, mis au point et fait courir les Mini WRC en 2011 avec de bons résultats, est évincé au profit du WRC team Mini Portugal, team qui n'a bien-sûr pas la renommée de la marque, qui continue la compétition en tant qu'écurie privée avec Daniel Sordo. La raison tiendrait à un retard de Prodrive dans l'inscription au championnat 2012, ne permettant à Mini de s'inscrire que pour dix épreuves sur treize, l’empêchant ainsi de concourir pour le titre. Du coup, les Mini officielles sont aujourd'hui préparées par Motorsport Italia, engagées par une écurie portugaise, et leur pilote no 1 est un Brésilien (Paulo Nobre) peu connu.
Parallèlement au championnat WRC, Mini se lance avec succès dans les rallye-raids en 2011, l'équipage français Stéphane Peterhansel - Jean-Paul Cottret remportant les Paris-Dakar 2012 et 2013. En 2014, ce sont Nani Roma et Michel Périn qui remportent l’épreuve et en 2015 ce sont Nasser al-Attiyah et Matthieu Baumel. Le Countryman All4 Racing pèse 1,9 tonne et est équipé d’un moteur Diesel six cylindres en ligne de trois litres de cylindrée dérivé des moteurs BMW de série et développant 307 ch. Il est conçu par BMW à Steyr et fabriqué à la main par Alpina.

## Seconde génération (2017-2023)

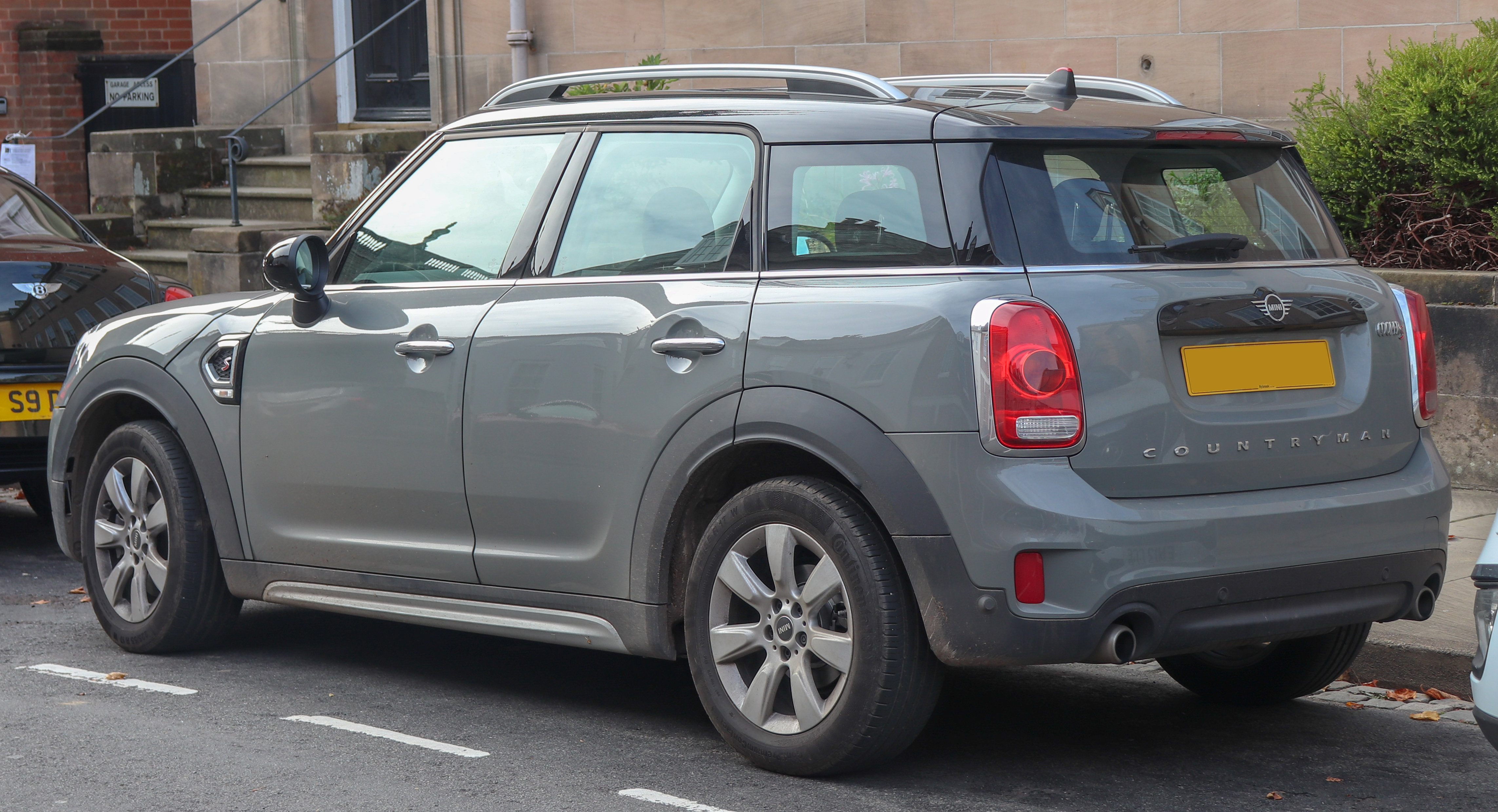
Arrière Mini Countryman

La seconde génération du Mini Countryman s'avère plus imposante que le précédent opus. Elle a été dévoilée officiellement le 26 octobre 2016 avant le Salon de Los Angeles 2016 pour une commercialisation en février 2017.

### Phase 2

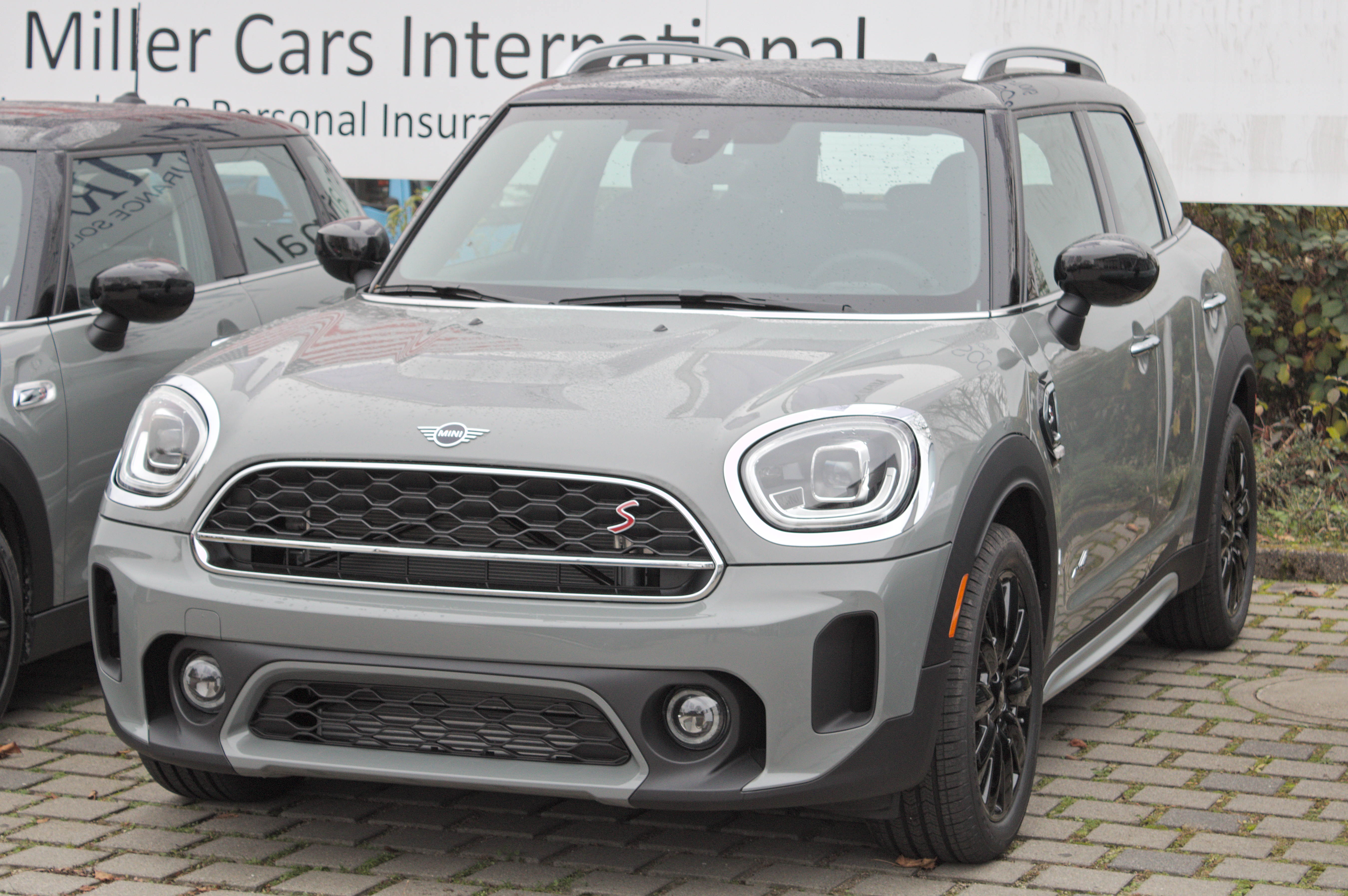
Mini Countryman restylé

En mai 2020, le Countryman est restylé : la calandre et les phares sont redessinés, les feux arrière se dotent de l'éclairage Union Jack à LED, et de nouvelles peintures apparaissent.

### Motorisations
La seconde génération de Mini Countryman dispose de motorisations thermiques (essence et diesel) ainsi qu'hybride (électrique-essence).
- Essence : Moteur 3 cylindres (136 ch), moteur 4 cylindres (192 à 306 ch)
- Diesel : Moteur 4 cylindres (116, 150 à 190 ch)
- Hybride : Moteur 3 cylindres essence (125 ch) sur l'essieu avant associé à un moteur électrique de 95 ch sur l'essieu arrière. Evolution de la batterie de 7,4 kW à 10 kW permettant une autonomie supérieure à 50 km (cycle constructeur) .

### Finitions
La seconde génération de Mini Countryman se décline en plusieurs finitions, associées à un moteur.
- One : premier niveau de finition, associé uniquement au 3 cylindres diesel de 116 ch. Cette finition et ce moteur sont les seuls à n'être disponibles qu'en deux roues motrices (traction avant).
- Cooper : deuxième niveau de finition, associé au moteur essence 3 cylindres de 136 ch ou au moteur diesel de 150 ch. Cette finition permet de bénéficier de la transmission intégrale All4.
- Cooper S : troisième niveau de finition, donne accès aux motorisations essence de 192 ch et diesel de 190 ch, disponible en traction et transmission intégrale All4.
- Cooper SE : finition spécifique à la version hybride, uniquement disponible en boîte automatique et transmission intégrale.
- JCW : Finition haut de gamme et sportive, associée au moteur essence 4 cylindres de 231 ch (puis 306 ch en 2019), à une boîte automatique sport à 8 rapports, ainsi que la transmission intégrale All4

#### Séries spéciales

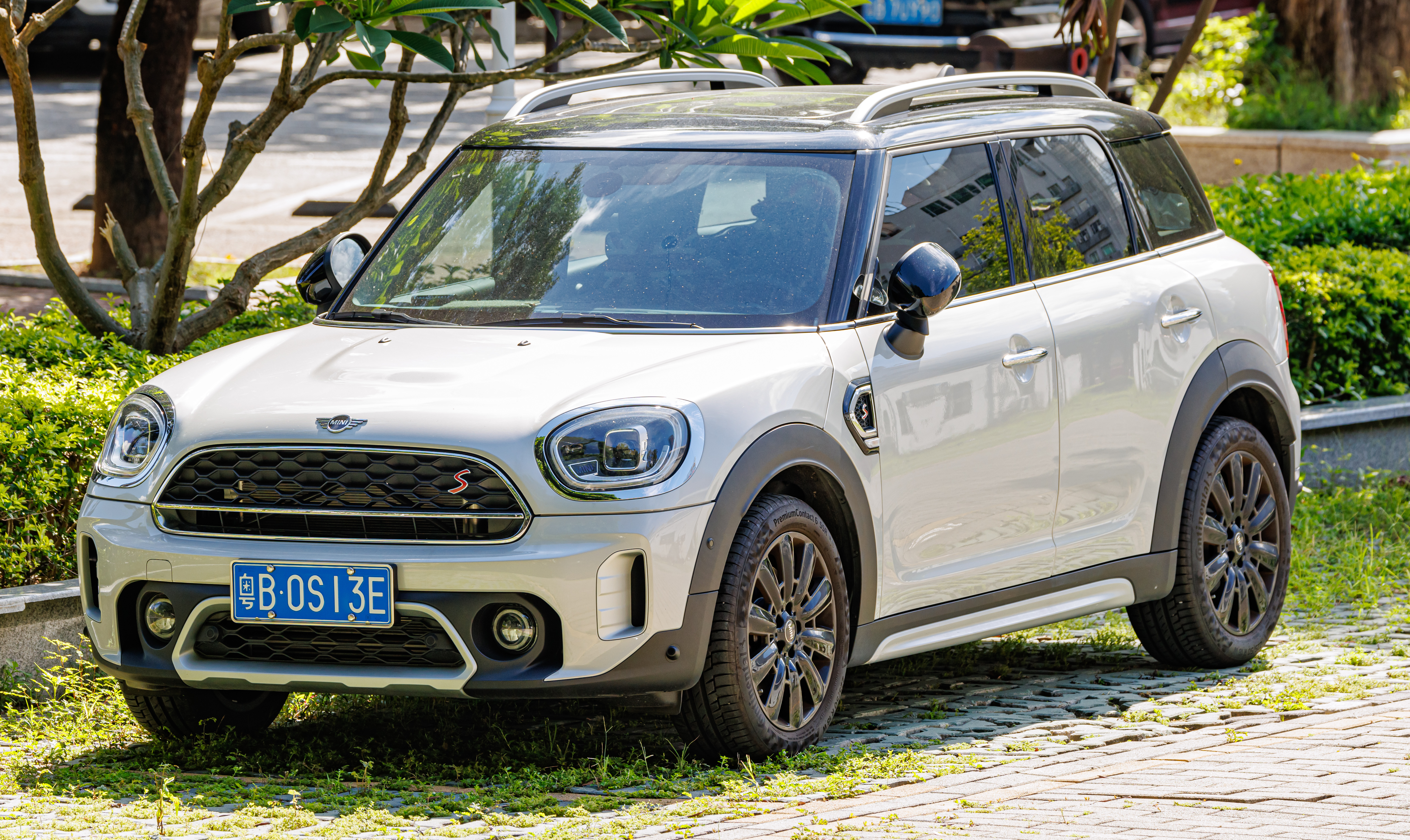
Mini Countryman Cooper S 2022

- Oakwood (2018)[13]
- Edition Longstone (2019)[14]
- Northwood (2020)[15]
- Untamed (2022)[16]

## Troisième génération (2023-)

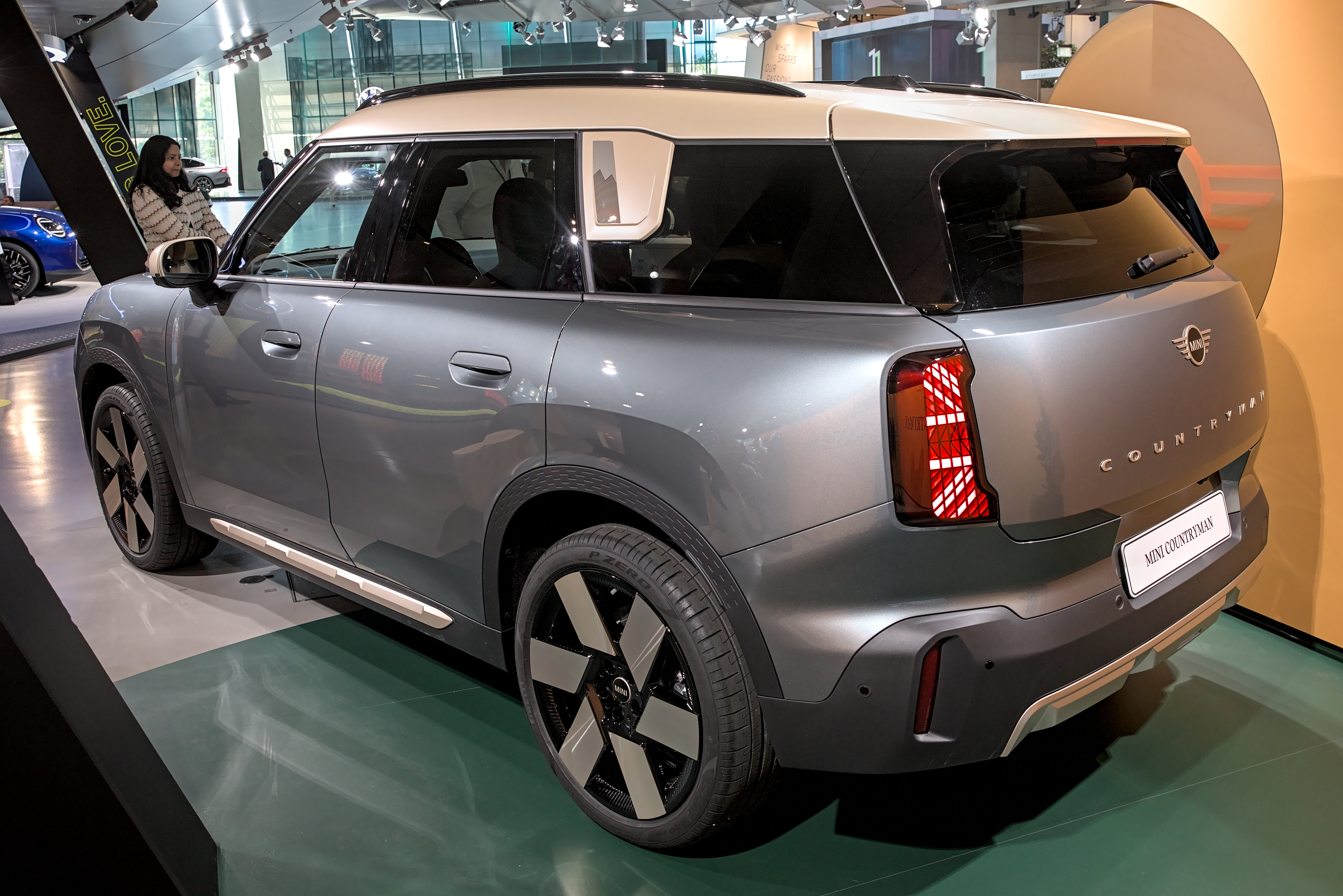
Arrière Mini Countryman

La troisième génération du Mini Countryman est présentée fin 2023 au salon de l'automobile de Munich 2023. Le Countryman sera bientôt décliné dans une variante sportive JCW.

### Finitions
- Essential[20]
- Classic
- Favoured
- John Cooper Works

## Production
La première génération de Countryman a été principalement construite à Graz, en Autriche, sous contrat avec Magna Steyr, ce qui en fait la première Mini de l' ère BMW à être entièrement fabriquée en dehors de son pays d'origine.
En 2013, l'assemblage du Countryman a été étendu à trois sites internationaux : à partir d'avril 2013 dans l'usine BMW près de Chennai, en Inde, spécifiquement pour le marché indien,, puis à partir de juin 2013 dans l'usine d'assemblage BMW Group Malaysia à Kulim, Kedah, et à l'usine BMW Manufacturing Thailand à Rayong à partir d'août 2013.
La seconde génération de Countryman a été principalement assemblée à Born, aux Pays-Bas, en partenariat avec le constructeur néerlandais VDL Nedcar.